# Oerbos (Europa)
Deze pagina bespreekt de oerbossen van Europa, gaande van hun ontstaan tot de hedendaagse restanten ervan. Door eeuwenlang menselijk ingrijpen zijn de oerbossen die ooit grote delen van Europa bedekten vrijwel helemaal verdwenen.

## Voor-menselijk bos
Gedurende het laatste geologische tijdvak, het Kwartair, het tijdperk met verschillende ijstijden, kende de bosontwikkeling een sterke dynamiek. Door de geregelde afwisseling van koude en relatief warme tijden (glacialen en interglacialen), verschoven de vegetatiegordels in Noordelijke of in Zuidelijke richting, zoals uit palynologische gegevens blijkt. In België en Nederland stierf aan het eind van een interglaciaal door de daling van de temperatuur en de grondwaterspiegel het bos af. Ervoor in de plaats kwam een parklandschap dat vervolgens via een toendra kon overgaan in een poolwoestijn.
Op Europese schaal kromp het bosareaal in tot kleine beboste plekken, zogenaamde refugia, die vooral in Zuidoost-Europa en het Zwarte Zeegebied in stand bleven. Bij de stijging van de temperatuur en de grondwaterspiegel aan het eind van een glaciaal tijdens de overgang naar het volgende interglaciaal vond de omgekeerde ontwikkeling plaats: door herbebossing vanuit het Zuiden werden parklandschap, toendra en poolwoestijn naar het Noorden teruggedrongen.
De vegetatieontwikkeling tijdens de interglacialen is van veel plaatsen in Europa goed bekend. Na het verschijnen van de eerste bomen (onder andere dennen en berken) ontstond een kenmerkende successie van verschillende andere boomsoorten. In grote lijnen ontwikkelde tijdens de overgang naar het interglaciaal de vegetatie van het landschap zich van een open vegetatie van grassen en kruiden via verschillende bostypen naar een grotendeels gesloten bosvegetatie. Deze fase wordt gewoonlijk beschouwd als het klimaatoptimum van het interglaciaal. Na deze gesloten bosfase opent het bos zich steeds verder en ontstaat tijdens de overgang naar het volgende glaciaal weer een landschap dat is begroeid met grassen en kruiden.

## Eerste menselijke invloed
Om de invloed van menselijk handelen en de ontwikkelingsgang van bossen te kunnen traceren kan gebruikgemaakt worden van verschillende methodes. Met stuifmeelonderzoek kan worden nagegaan welke soorten stuifmeel er in vroeger tijden voorkwamen, en dus welke soorten of geslachten van planten. Onderzoek aan grondmonsters uit boringen in huidige bosgebieden kan uitsluitsel geven over de vraag of het betreffende bos op die plaats vanaf zijn ontstaan in het Vroeg Holoceen, ononderbroken aanwezig is geweest. Vaak blijkt dat niet het geval, zelfs bij bossen waaraan nu geen menselijke invloed is te bespeuren. Om vast te stellen of huidige bossen door mensen beïnvloed zijn, kunnen ze het best vergeleken worden met bossen uit het vorige interglaciaal.
Van het Eemien, het interglaciaal voorafgaand aan de laatste ijstijd (het Weichselien) is de bosgeschiedenis goed bekend. Tijdens deze periode, die overigens warmer was dan de huidige tijd, was Homo sapiens in Europa afwezig. Van de wel aanwezige neanderthalers is niet bekend of zij bomen gekapt hebben. Als dat al het geval was, dan kan het in ieder geval niet grootschalig geweest zijn want er is niets in de vegetatiesuccessie van dit interglaciaal gevonden dat daarop wijst.

## Het Holoceen

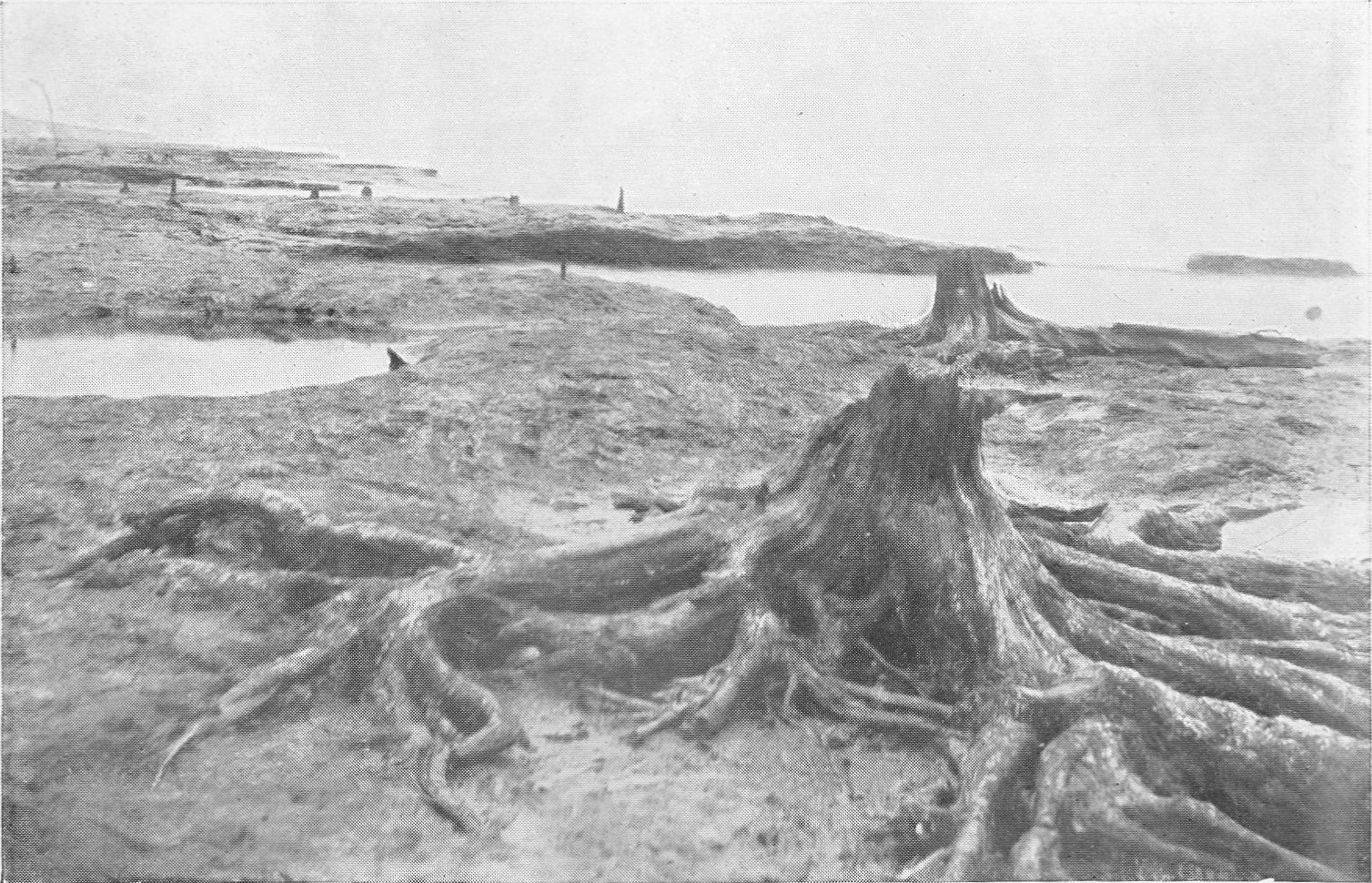
Stobben van een verdronken bos bij Dove Point aan de kust van Cheshire, Engeland
Restanten van mogelijk een oerbos

Er zijn sterke aanwijzingen dat de Europese vegetatie tijdens het Holoceen al bijna vanaf het begin door mensen is beïnvloed. Dit is met name duidelijk op grond van twee struik- en boomsoorten: de hazelaar en de beuk. Later in het Holoceen komen daar ontbossing en andere ingrepen in het landschap, het verschijnen van granen, rogge, boekweit, korenbloem en andere aan menselijk cultuur gebonden plantensoorten bij. Er is dan ook al in een zeer vroeg stadium van het Holoceen geen sprake van een volledig natuurlijke bosontwikkeling waardoor eigenlijk al niet meer van een echt 'oerbos' gesproken zou kunnen worden.
De hazelaar is al zeer vroeg in het Holoceen van Noordwest-Europa aanwezig. Het is de eerste boom van gematigd-warme streken die in de vegetatiesuccessie van het Holoceen aanwezig is, hetgeen volledig afwijkt van alle voorgaande interglacialen. Met dit vroege verschijnen is ook de volgorde in de Holocene pollensuccessie anders: de hazelaar verschijnt vóór in plaats van ná de eik. Het is bovendien gebleken dat de aanwezigheid van de (eetbare) noten voorafgaat aan de opkomst van deze soort op grond van de pollencurven. In dit verband zijn waarnemingen van de hazelnoot in verband met menselijke activiteit belangrijk: zo zijn bij Thatcham ten westen van Londen noten gevonden bij een mesolithische stookplaats die gedateerd is op ongeveer 10.000 BP. Deze gegevens vormen sterke aanwijzingen voor de aanname dat de hazelaar door of met hulp van de mens tijdens het Mesolithicum zich in Europa 'voortijdig' heeft kunnen verspreiden.
De beuk is in Noordwest-Europa uitgestorven na het Vroeg Tiglien. Af en toe worden wel één of enkele pollenkorrels gevonden maar het is dan nooit duidelijk of die autochtoon zijn of losgespoeld uit een oudere laag en vervolgens gemengd met een jongere. Het Holoceen is het eerste interglaciaal waarin deze boom zich weer naar het Noordwesten weet te verspreiden. Wat opvalt is dat deze verspreiding samenvalt met de verspreiding van de akkerbouwende mens over Europa.
De gangbare mening is dat Nederland evenals geheel Noordwest-Europa tot ver in het Atlanticum (ca. 7500-5000 jaar geleden) een volstrekt onontgonnen land was. Omstreeks 5500 jaar geleden kwam daarin verandering. Toen werden voor het eerst bossen gekapt of afgebrand, zoals uit paleontologische en archeologische gegevens blijkt. Voor het eerst worden ook akker- en weideonkruiden aangetroffen. Wanneer de grond uitgeput raakte trokken de boeren verder; het bos herstelde zich vervolgens via een pioniersvegetatie van de hazelaar en eikenhakhout; beide moeten het hebben van lichtrijke omstandigheden. Als zo'n perceel lang genoeg met rust gelaten werd, kon zich daaruit weer een gesloten bosvegetatie ontwikkelen. Dat wordt ook op vele plaatsen waargenomen. De fase met hazelaar en eikenhakhout wordt echter door sommigen ook gezien als bewijs dat het oerbos niet gesloten was maar een open karakter bezat. Daarbij wordt voorbijgegaan aan de uitzonderlijke vegetatie-ontwikkeling van het Holoceen en het feit dat op vele plaatsen zich uiteindelijk wel een gesloten bos ontwikkelt. Bovendien wordt voor het open houden van het bos de aanwezigheid aangenomen van 'grote grazers', grote herbivore zoogdieren. Deze worden, althans in Nederland, echter niet of nauwelijks als fossiel aangetroffen, wat gezien de robuustheid van de botten wel zou moeten.

## Relicten van 'oerbossen' in Europa

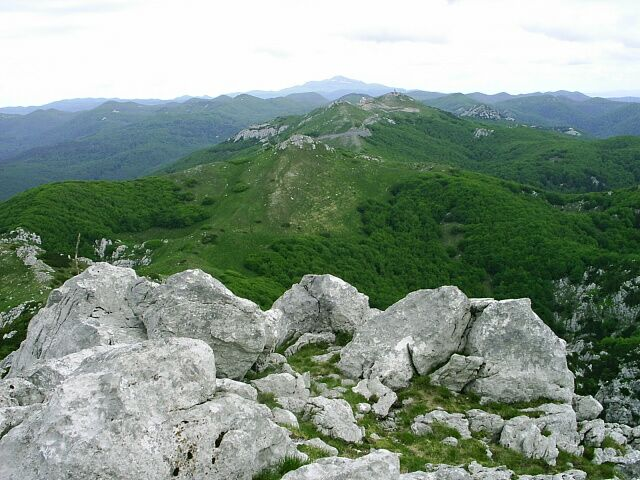
Oerbossen (Nationaal park Risnjak, Kroatië)

De laatste grote, min of meer natuurlijke bossen komen in Europa voor in Scandinavië; meer algemeen in de taiga, de noordelijke woudzone van het continent. Op de ontoegankelijke flanken van de Europese bergketens vinden we verder restanten van de natuurlijke bosvegetatie. Het laatste grote laaglandoerbos dat betrekkelijk extensief is gebruikt, is het bos van Białowieża in Polen. Een kern van 4747 hectare is in 1921 tot strikt reservaat verklaard; aan dit bos sluit in het oosten het gelijknamige Wit-Russische staatsnatuurreservaat aan. In het oosten van Europa in de Cis-Oeral in Komi bevindt zich het grootste aaneengesloten oerbos dat door de UNESCO wordt aangeduid als de Maagdelijke Komiwouden (Werelderfgoedmonument).
Op de Balkan zijn ook relatief veel oerbossen bewaard gebleven. Zoals in het Nationaal park Risnjak (Kroatië); voorts het beroemde oerbos van Perucica (strikt bosdeel van 1434 ha) in Bosnië en Herzegovina; de even vermaarde oerbossen rond de watervallen van Plitvice (Kroatië), en andere relicten, merendeels in Nationale Parken ondergebracht. Voor Griekenland dient vermeld te worden het ontoegankelijk grote oerbos, het Kentriki Rhodopwoud. Veel natuurlijke bossen zijn er nog over in Bulgarije en Roemenië, beschermd in Nationale Parken.
In Frankrijk is het bos van Fontainebleau al sedert 1861 natuurreservaat. In Duitsland trekken de zogeheten Urwälder, zoals het Urwald Hasbruch en het Neuenburger Urwald veel bekijks, ook Nederlandse natuurliefhebbers komen hier graag kijken.

### Nederland en België
In België zijn verschillende restanten van het Kolenwoud, een al door Julius Caesar genoemd oerbos, behouden, al hebben deze wouden door de eeuwen heen een ander karakter gekregen en zijn ze deels ontgonnen als jachtgebied voor de adel. Een oerbos in strikte zin zijn ze dan ook niet meer. Het Zoniënwoud ten zuiden van Brussel en het Meerdaalwoud bij Leuven zijn de bekendste overblijfselen van het Kolenwoud. Delen van de bergwouden in de Ardennen worden soms als oerbos gezien.
In Nederland bestaan geen oerbossen meer. Het Beekbergerwoud was gelegen tussen Apeldoorn en het lintdorpje Klarenbeek en werd in 1871 ontgonnen. Al eeuwenlang gold er de invloed van de mens, onder andere door kap en aanplant. Toch heeft het naam verworven als het 'laatste oerbos' van Nederland. In Nederland zijn de natuurlijke bosvegetaties hier en daar in rudimentaire staat terug te vinden, onder andere in de Achterhoek en stukjes laag duinbos. Natuurorganisaties doen pogingen door een nietsdoenbeheer het natuurlijke bos 'terug' te ontwikkelen. Soms past men aanplant toe van bomen en struiken die opgekweekt zijn uit genenmateriaal van autochtone herkomst en waarvan men vermoedt dat deze een oorspronkelijke garnituur bezitten, dat wil zeggen afstammen van houtgewassen die zich al eeuwen geleden in Nederland gevestigd hadden. Er wordt wel palynologisch onderzoek verricht om te achterhalen welk soort bos in het verleden op een bepaalde plaats aanwezig was maar door gewijzigde omstandigheden (klimaat, bodem, grondwaterspiegel, etc.) is het bijna nooit mogelijk om dat 'oorspronkelijke' bos terug te krijgen.